# Gwilherm Berthou
Gwilherm Berthou (ur. 10 maja 1908 r. w Paimpol, zm. 14 marca 1951 r. w Rennes) – bretoński terrorysta, publicysta, poeta i działacz narodowo-kulturalny.
Miał wykształcenie chemiczne. Pracował jako aptekarz w Guipavas. W 1929 r. zaangażował się w działalność terrorystyczną bretońskich nacjonalistów, kierowaną przez Célestina Lainé’a. Wstąpił do tajnej grupy zwanej Kentoc'h Mervel. Został też członkiem redakcji pisma "Breizh da Zont". Następnie zaczął działać w terrorystycznej organizacji Gwenn ha du, przeprowadzającej ataki bombowe przeciwko symbolom panowania francuskiego w Bretanii. Dostarczał różnych środków chemicznych do stworzenia ładunków wybuchowych. Jednocześnie nawiązał kontakty z bretońskimi środowiskami neo-druidycznymi i neo-celtyckimi. Był autorem wierszy w języku bretońskim. Zainteresował się kwestią kontaktów starożytnych Celtów z kulturą hinduską. Należał do grupy druidzkiej Kredenn Geltiek, w której przyjął bardowskie imię Kerverziou. Używał też pseudonimu Iaktimagos Vissurix. Stanął na czele organizacji Les Amis de la Tradition Celtique. Był członkiem bretońskiego ruchu artystycznego Seiz Breur. Pisał artykuły do celtyckich pism "Gwalarn" i "Kad". Założył czasopismo "Ogam". Podczas okupacji niemieckiej współpracował z kolaboracyjnym pismem "Stur", wydawanym przez Oliera Mordrela. Został członkiem Instytutu Celtyckiego w Rennes.